# Unité urbaine de Libourne
L'unité urbaine de Libourne est une unité urbaine française centrée sur la ville de Libourne, une des sous-préfectures du département de la Gironde au cœur de la 3e agglomération urbaine du département.

## Données globales
En 2010, selon l'Insee, l'unité urbaine de Libourne est composée de sept communes, toutes situées dans l'arrondissement de Libourne, subdivision administrative du département de la Gironde.
Avec 36 891 habitants, elle constitue la troisième unité urbaine de la Gironde en 2009, loin derrière celle de Bordeaux (préfecture du département et 1er rang départemental) et se situant après celle d'Arcachon qui se classe au 2e rang départemental.
Dans l'ancienne région Aquitaine où elle se situe, elle occupe le onzième rang en 2009 après l'unité urbaine de Mont-de-Marsan (10e rang régional) et avant l'unité urbaine de Marmande (12e rang régional).
L'unité urbaine de Libourne représente le pôle urbain de l'aire urbaine de Libourne.

## Délimitation de l'unité urbaine de 2020
En 2010, l'Insee a procédé à une révision des délimitations des unités urbaines  de la France ; celle de Libourne a été élargie de deux nouvelles communes (Saint-Émilion et Saint-Sulpice-de-Faleyrens) et est maintenant composée de sept communes urbaines au lieu de cinq comme lors du recensement de 1999.

Lors de la redéfinition des périmètres des unités urbaines de 2020, l'unité urbaine de Libourne a intégré les communes de Saint-Christophe-des-Bardes, Saint-Hippolyte et Saint-Laurent-des-Combes portant ainsi son nombre de communes à dix.
Liste des communes appartenant à l'unité urbaine de Libourne selon la nouvelle délimitation de 2020 et sa population municipale en 2018 (liste établie par ordre alphabétique, à l'exception de Libourne).
| Nom                         | Code Insee | Statut | Superficie (km2) | Population (dernière pop. légale) | Densité (hab./km2) |
| --------------------------- | ---------- | ------ | ---------------- | --------------------------------- | ------------------ |
| Les Billaux                 | 33052      |        | 6,26             | 1 163 (2022)                      | 186                |
| Lalande-de-Pomerol          | 33222      |        | 8,25             | 631 (2022)                        | 76                 |
| Libourne                    | 33243      |        | 20,63            | 24 668 (2022)                     | 1 196              |
| Pomerol                     | 33328      |        | 6,24             | 608 (2022)                        | 97                 |
| Saint-Christophe-des-Bardes | 33384      |        | 7,69             | 390 (2022)                        | 51                 |
| Saint-Denis-de-Pile         | 33393      |        | 28,27            | 5 916 (2022)                      | 209                |
| Saint-Émilion               | 33394      |        | 27,02            | 1 689 (2022)                      | 63                 |
| Saint-Hippolyte             | 33420      |        | 4,45             | 124 (2022)                        | 28                 |
| Saint-Laurent-des-Combes    | 33426      |        | 3,86             | 229 (2022)                        | 59                 |
| Saint-Sulpice-de-Faleyrens  | 33480      |        | 18,17            | 1 331 (2022)                      | 73                 |

## Évolution démographique
L'évolution démographique ci-dessous concerne l'unité urbaine de Libourne délimitée selon le périmètre de 2020.
L'unité urbaine de Libourne enregistre une évolution démographique globalement positive puisque son chiffre de population de 2009 est largement supérieur à celui de 1982, date à laquelle l'agglomération avait connu un premier pic démographique.
| 1968   | 1975   | 1982   | 1990   | 1999   | 2009   | 2011   | 2012   | 2014   |
| ------ | ------ | ------ | ------ | ------ | ------ | ------ | ------ | ------ |
| 32 825 | 32 885 | 33 639 | 32 882 | 33 110 | 35 837 | 35 677 | 35 743 | 36 584 |

| 2018   | 2022   | - | - | - | - | - | - | - |
| ------ | ------ | - | - | - | - | - | - | - |
| 36 601 | 36 749 | - | - | - | - | - | - | - |

Histogramme

(élaboration graphique par Wikipédia)

### Articles externes
- L'unité urbaine de Libourne sur le splaf Gironde
- Composition communale de l'unité urbaine de Libourne selon le zonage de 2010
- Données statistiques de l'INSEE sur l'unité urbaine de Libourne en 2009 (document pdf)
- Composition communale de l'unité urbaine de Libourne selon le nouveau zonage de 2020